# Contea di Pitigliano
La contea di Pitigliano era un antico staterello i cui confini erano compresi tra il Granducato di Toscana meridionale e lo Stato Pontificio settentrionale, nella cosiddetta "area del tufo", a cavallo tra le attuali province di Grosseto e Viterbo. L'indiscussa "capitale" della contea era Pitigliano, anche se in alcuni periodi il centro del potere era a Sorano, mentre la località di Montevitozzo fu acquisita come feudo e divenne sede di una residenza di campagna della famiglia, la villa Orsini.

## Storia
Lo Stato ereditato dagli Orsini era la contea di Sovana, feudo della casata Aldobrandeschi, che passò nella seconda metà del Trecento nelle mani di Romano Orsini, figlio di Bertoldo I, sposo dell'ereditiera Anastasia Aldobrandeschi. Il feudo era governato attraverso il sistema associativo, tipico delle famiglie baronali romane.
Agli inizi del Quattrocento, a seguito di alcune battaglie contro i senesi, gli Orsini persero molti dei loro territori, ma, nel giro di alcuni anni, Bertoldo (nipote di Guido) riuscì a recuperare Pitigliano, Sorano ed alcune fortificazioni della zona, ma non Sovana.
Il personaggio più rappresentativo di questa linea fu il conte Niccolò Orsini (1442 – 1510), grande condottiero inizialmente al servizio di Jacopo Piccinino, poi a fianco dei Medici contro Ferdinando I che aveva appoggiato la congiura dei Pazzi. Successivamente partecipò anche alla cosiddetta guerra del sale del 1482, all'assedio di Nola del 1494 e divenne capitano generale delle forze della Serenissima, distinguendosi nella conquista di Cremona.

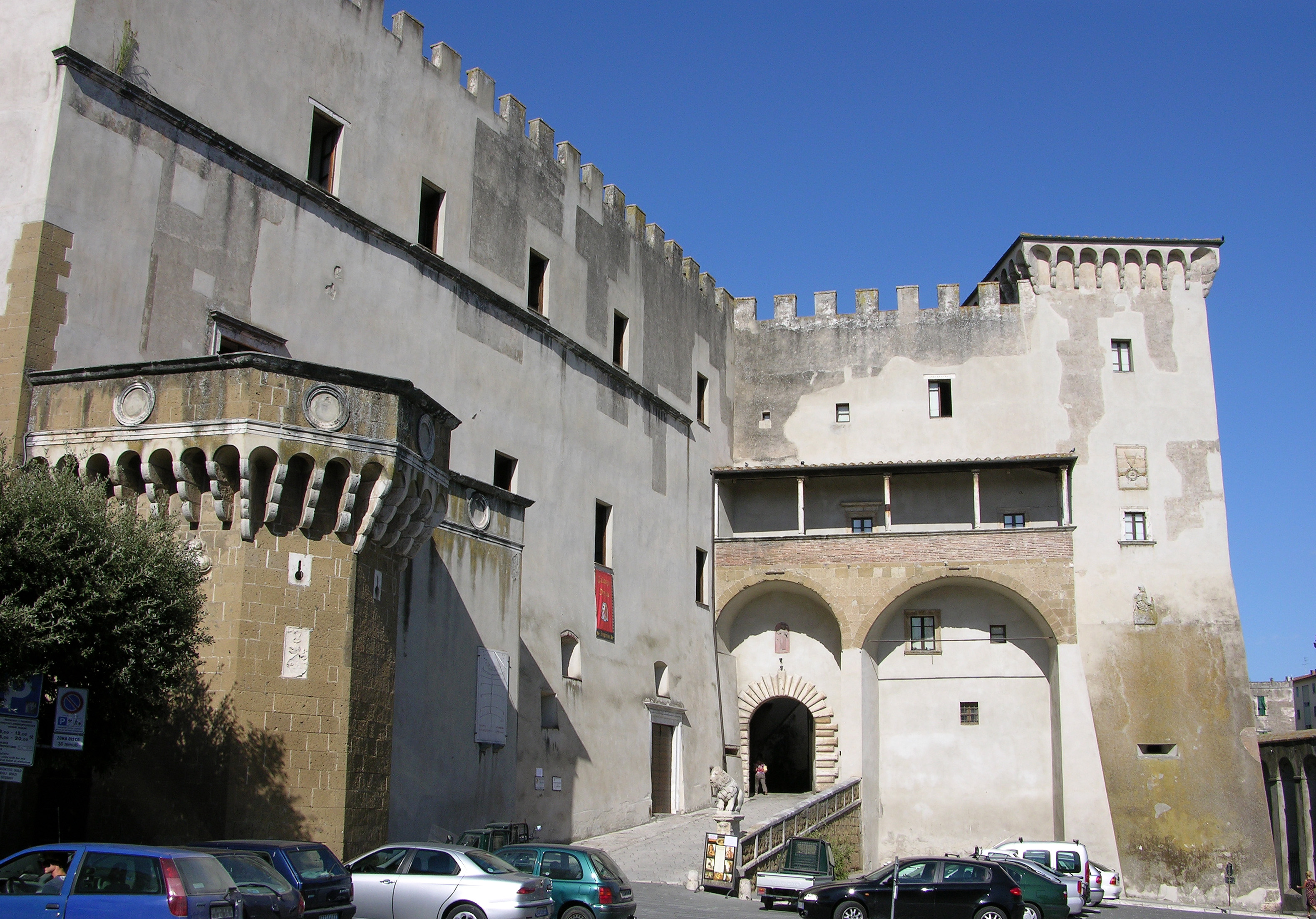
Il castello Orsini, a Pitigliano

La decadenza della contea degli Orsini iniziò con il conte Ludovico che fu costretto ad accettare la supremazia della repubblica di Siena su Pitigliano. Poi, caduta questa, il feudo orsiniano dovette sottomettersi in modo risolutivo a Firenze.
Nel 1555 Gian Francesco Orsini (figlio di Ludovico), infatti, stipulò un atto di accomandigia con il granducato di Toscana per la tutela e difesa in caso di assedio. Decise, nondimeno, di allontanarsi dal feudo e risiedere a Roma e a Firenze.
Pitigliano venne alienata definitivamente, per saldare i propri debiti, a Ferdinando I de' Medici il 9 giugno 1604 da Giannantonio, figlio del conte Alessandro , in cambio del marchesato di Monte San Savino: gli ultimi discendenti di questo ramo degli Orsini si estinsero nel 1640 con la morte del terzo marchese Alessandro.
Il luogo principale di sepoltura dei conti si trovava nella chiesa pitiglianese di San Pietro: la salma di Niccolò III, invece, fu fatta portare dai figli da Venezia a Fiano Romano, dove, in Santo Stefano Nuovo fu realizzato il monumentale sarcofago.

## Note

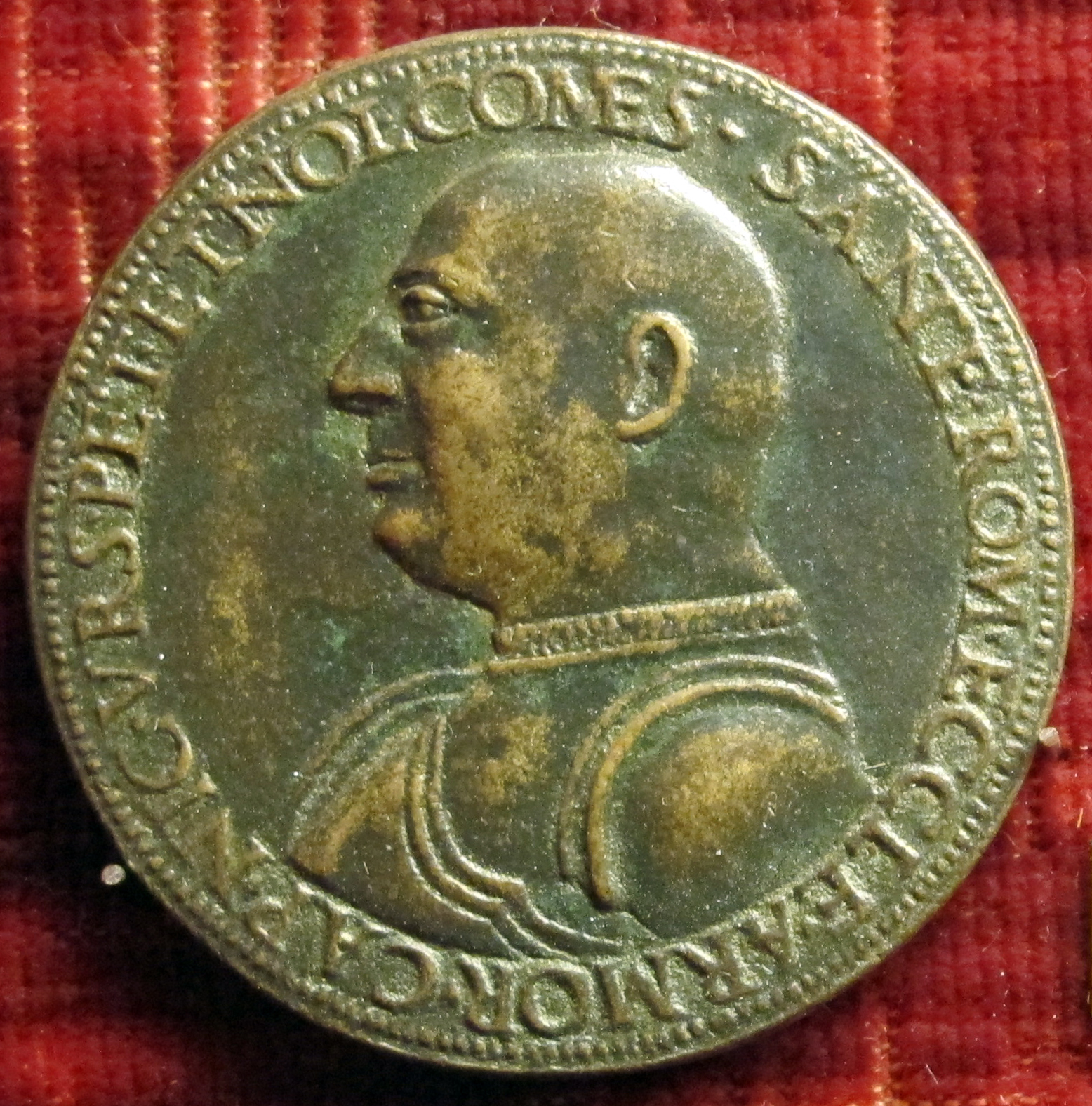
Medaglia con effigie di Niccolò II

## Conti di Pitigliano (1336-1604)[9]
| N° | Titolo | Nome            | Dal             | Al              | Consorte e Note |
| 1  | Conte  | Guido Orsini    | 1336            | 1348            | Agostina della Gherardesca; primo conte di Pitigliano                                                                                     |
| 2  | Conte  | Aldobrandino I  | 1348            | 1384            | Mabilia Gaetani |
| 3  | Conte  | Bertoldo        | 1384            | 1417            | Agnese dell'Anguillara |
| 4  | Conte  | Niccolò I       | 1417            | 1425            | Luigia Orsini |
| 5  | Conte  | Aldobrandino II | 1425            | 1472            | Bartolomea Orsini di Bracciano, Gironima Orsini di Tagliacozzo                                                                            |
| 6  | Conte  | Niccolò II      | 1442            | 1510            | Elena Conti, Guglielmina |
| 7  | Conte  | Ludovico        | 1510            | 1534            | Giulia Conti |
| 8  | Conte  | Gian Francesco  | 1534            | 1567            | Ersilia Caetani di Sermoneta, Rosata Agostini                                                                                             |
| 9  | Conte  | Niccolò III     | 1567            | 1580            | Livia Orsini di Nerola |
| 10 | Conte  | Alessandro      | 1580            | 9 febbraio 1604 | Virginia Orsini di Monterotondo; depose il padre                                                                                          |
| 11 | Conte  | Giannantonio    | 9 febbraio 1604 | 9 giugno 1604   | Nannina del Nero; ultimo conte sovrano, vendette il feudo al granduca di Toscana in cambio del marchesato di Monte San Savino (1604-1613) |